# Life in the Freezer
Life in the Freezer é uma série de documentários de natureza da BBC escritos e apresentados por David Attenborough, primeiramente exibidos no Reino Unido em 18 de novembro de 1993.
A série foi produzida em conjunção com a National Geographic Society e Lionheart International, Inc. O produtor foi Alastair Fothergill e a música foi composta por George Fenton.
Parte da série de programas 'Life' de David Attenborough, foi precedida por The Trials of Life (1990) e seguido por The Private Life of Plants (1995).